# Mercano, el marciano
Mercano el marciano es una película argentina de animación y comedia de 2002 dirigida por Juan Antin, basada en la serie de cortos transmitidos por la versión argentina del canal MuchMusic. Se estrenó el 3 de octubre del 2002 y fue producida por la Universidad del Cine.

## Sinopsis
Mercano es un marciano que vive apaciblemente en su cubículo con su perro marciano, hasta que un día una sonda espacial enviada por los terrestres aplasta a su mascota en su aterrizaje en Marte. El aparato contiene un mensaje en audio explicando que es de la Tierra y que los visita en son de paz, y que los humanos no quieren hacerles daño. Enfurecido, Mercano parte en su nave hacia la Tierra para vengarse. Para su desgracia, la nave se destruye al aterrizar y Mercano tiene que quedarse a vivir en Buenos Aires, en un país sumido en la crisis social en torno al Argentinazo, donde el saqueo forma parte de la rutina diaria. 
Desde la soledad del refugio en las alcantarillas, Mercano logra tomar contacto con sus coterráneos, piediendoles que lo rescaten     con su inteligencia propia de una civilización superior, decide usar una laptop que inocentemente tomó en un comercio saqueado, y reconstruye su lugar natal en forma de realidad virtual, que conecta a internet por medio de un link en una página web. 
Intentando comunicarse con sus coterráneos, a través del acceso online conoce a Julián, un niño nerd con sobrepeso, y ambos se hacen amigos. Julián muestra su amigo marciano y el mundo virtual a su padre, quien es director ejecutivo de una corporación inescrupulosa, que percibe el potencial económico del descubrimiento, y que finalmente logra secuestrar a Mercano con el fin de explotar su inteligencia superior. 
La corporación convierte al mundo virtual en un producto, logrando atraer al 98 por ciento de la población mundial a través de la distribución masiva de computadoras que dan acceso al mundo virtual.  

## Producción
El presupuesto para producir el filme fue de 250 mil dólares y se realizó en los estudios cedidos por la Universidad del cine (FUC) de San Telmo, entidad que concede el dinero para el largometraje. Cabe destacar la experiencia de Juan Antín en la utilización de tecnología 2D y 3D. 

## Premios y reconocimientos
La película obtuvo una Mención Especial del Jurado en el Festival du Film d’Animation Annecy 2002 y ha participado también de los festivales de San Sebastián, Sitges en Calaluña –donde obtuvo el premio especial del público–, La Habana, Berlín, Bruselas, San Diego, Toulouse, La Bourboule, New York.). También participó en la vigésima octava edición del festival internacional de Hong Kong.

## Actores de voz
- Graciela Borges	 ... 	Madre Julián
- Roberto Carnaghi	... 	Sr. Informática
- Fabio Alberti	... 	Sr. Marketing / Sr. Alimenticio
- Damián Dreizik	... 	Teo / Rino
- Alejandro Nagy	... 	Sr. Economía
- Manuel Antin	... 	Sr Tecnología
- Queco Gervais	... 	Sr. Genética
- Juan Antin ... 	Mercano
- Ayar Blasco 	... 	Julián / E-Tet

## Otros colaboradores
| Layout        | Animación          | Asistencia de animación | Tinta             | Dibujo de fondos | Pintura de fondos  | Composición          | Animación 3D       | Pasantes           |
| ------------- | ------------------ | ----------------------- | ----------------- | ---------------- | ------------------ | -------------------- | ------------------ | ------------------ |
| Salvador Sanz | Mariano Vidal      | Matías Ortega           | Karina Carlomagno | Sebastián Ramseg | María Hellemeyer   | Fabián Fucci         | Maximiliano Balbo  | Matías Kopistinski |
| Fabián Fucci  | Nicolás Menge      | Alejandra Di Noto       | Maximiliano Misú  | Javier Rovella   | Gabriela Gorziella | Fernando Witis       | Matías De Rose     | Agustín Bobillo    |
|               | Mariana Parrotta   | Mariano Sister          | Ana Uhalde        | Andrés Lozano    | Elena Laplana      | Juan Manuel Gonzalía | Juan Manuel García |                    |
|               | Alejandro Fasce    | Lorena Suárez           | Silvina Suárez    | Javier Ramírez   |                    |                      | Pablo Grangeat     |                    |
|               | Cintya Czeszczewik | Ileana Gurovich         | Mariana Mazzeo    |                  |                    |                      | Ricardo González   |                    |
|               | Pablo Mendelbaum   | Fernando Soriano        | Sabrina Rotela    |                  |                    |                      |                    |                    |
|               | Daniel Duche       |                         | Mariano Gomila    |                  |                    |                      |                    |                    |